# Ian Copeland
Ian Copeland (25. dubna 1949 – 23. května 2006) byl americký podnikatel.

## Život
Narodil se v Damašku v Sýrii jako druhý ze čtyř dětí Milese Copelanda, který pracoval pro CIA, a jeho manželky, archeoložky a agentky Lorraine. Jeho starším bratrem je hudební manažer Miles Copeland III a mladším bratrem hudebník Stewart Copeland. Dále měl sestru Lorraine, která byla spisovatelkou a producentkou. Vyrůstal na Středním východě, později v USA. Roku 1967 nastoupil do americké armády a účastnil se války ve Vietnamu. Ve svých devatenácti letech se stal seržantem. Za svou službu získal například Bronzovou hvězdnou medaili.
Kariéru v hudebním průmyslu zahájil jako koncertní manažer skupiny Wishbone Ash. V roce 1979 založil v New Yorku agenturu Frontier Booking International (FBI), která zastupovala řadu kapel, včetně The B-52's, Simple Minds a The Cure. Copeland měl dvě děti se svou manželkou Connie. Později měl milostný vztah například se zpěvačkou Marianne Faithfullovou a herečkou Courteney Cox. V roce 1995 vydal autobiografickou knihu s názvem Wild Thing. Roku 1997 otevřel v Beverly Hills vlastní bar a restauraci s názvem Backstage Cafe, kterou vedl až do své smrti o devět let později. Zemřel v Los Angeles na melanom ve věku 57 let. Pohřben byl na Westwood Village Memorial Park Cemetery.